# Rhopalaea fusca
Rhopalaea fusca is een zakpijpensoort uit de familie van de Diazonidae. De wetenschappelijke naam van de soort is voor het eerst geldig gepubliceerd in 1880 door Herdman.